# Stazione di Suelli
La stazione di Suelli è una fermata ferroviaria al servizio del comune di Suelli, lungo la ferrovia Cagliari-Isili.

## Storia
Lo scalo fu realizzato con caratteristiche di stazione negli anni ottanta dell'Ottocento durante la fase di costruzione della linea tra Cagliari e Isili da parte della Società italiana per le Strade Ferrate Secondarie della Sardegna, venendo inaugurata il 15 febbraio 1888. Le SFSS furono anche la prima concessionaria della stazione, ruolo che mantennero sino al 1921, anno del passaggio di linea e stazione alla Ferrovie Complementari della Sardegna, a cui seguirono nel 1989 la Ferrovie della Sardegna (dal 2008 come ARST Gestione FdS) e nel 2010 l'ARST.
Tra il 2010 ed il 2011 lo scalo fu sottoposto a lavori di ristrutturazione svolti in contemporanea alla sostituzione dell'armamento sulla ferrovia: l'intervento portò alla dismissione dello scalo merci dell'impianto (già in disuso da alcuni lustri), alla realizzazione di una nuova banchina e soprattutto alla trasformazione della stazione in fermata, con la rimozione di tutti i binari al di fuori di quello di corsa.

## Strutture e impianti
Lo scalo ferroviario di Suelli dagli anni dieci presenta caratteristiche di fermata passante: la struttura, posta nella parte sud dell'abitato, comprende quindi il solo binario di corsa a scartamento da 950 mm, dotato di una banchina lunga circa cento metri.
Sino al 2010 lo scalo era a tutti gli effetti una stazione, dato che lo scehma ferroviario presentava anche un binario di incrocio passante ed un tronchino avente termine nell'area merci dello scalo (il cui impiego era cessato sotto la gestione FdS), area che comprendeva anche un magazzino con piano caricatore.
Adiacente al magazzino merci è posto il fabbricato viaggiatori della fermata, edificio a pianta rettangolare con sviluppo su due piani più terrazzino (che ha sostituito l'originario tetto a falde) dotato di tre accessi sul lato binari e caratterizzato dal punto di vista architettonico da un rivestimento in mattoncini rossi, presente lungo l'intero perimetro esterno del piano terra.

## Movimento
Con riferimento all'orario del primo semestre 2017 la fermata è servita dai treni dell'ARST in esercizio lungo la porzione della Cagliari-Isili aperta al traffico ferroviario tra gli scali di San Gottardo a Monserrato ed Isili. Complessivamente sono effettuate otto corse in direzione nord e nove verso sud nei giorni feriali, mentre non vengono espletate relazioni nei festivi.

## Servizi
Nel fabbricato viaggiatori dell'impianto, erano ospitati alcuni servizi per l'utenza, tra cui una biglietteria a sportello, i servizi igienici ed una sala d'attesa, non più a disposizione dei viaggiatori stante l'impresenziamento dell'impianto.